# WISE 0751-7634
WISE 0751-7634 (= EQ J0751-7634) is een bruine dwerg met een spectraalklasse van T9. De ster bevindt zich 33,3 lichtjaar van de zon.